# WondLa (serie animata)
WondLa è una serie animata statunitense, prodotta da Skydance Animation per Apple TV+ basata sulla trilogia di romanzi di fantascienza per ragazzi scritta da Tony DiTerlizzi WondLa.

## Trama
Eva è un'adolescente curiosa, entusiasta e vivace che viene cresciuta in un bunker sotterraneo all'avanguardia da Muthr, un robot custode. Il giorno del suo sedicesimo compleanno, un attacco al bunker costringe Eva a raggiungere la superficie terrestre, che ora è abitata da alieni, ricoperta da una fauna ultraterrena e con nessun altro essere umano, e quella che si chiamava Terra ora è conosciuta col nome di Orbona.

## Episodi
| Stagione         | Episodi | Pubblicazione USA | Pubblicazione Italia |
| ---------------- | ------- | ----------------- | -------------------- |
| Prima stagione   | 7       | 2024              | 2024                 |
| Seconda stagione | 7       | 2025              | 2025                 |

## Doppiatori
| Personaggio  | Doppiatore originale  | Doppiatore italiano |
| ------------ | --------------------- | ------------------- |
| Eva          | Jeanine Mason         | Lavinia Paladino    |
| M.U.T.H.R 06 | Teri Hatcher          | Emanuela D'Amico    |
| Rovender     | Gary Anthony Williams | Gabriele Sabatini   |
| Otto         | Brad Garrett          | Emanuele Durante    |
| Besteel      | Chiké Okonkwo         | Antonino Saccone    |
| Omnipod      | D. C. Douglas         | Lorenzo De Angelis  |
| Cadmus Pryde | Alan Tudyk            | Simone D'Andrea     |
| Meego        | Christopher Swindle   | N.D                 |
| Caruncle     | John Ratzenberger     | N.D                 |

## Produzione

### Sviluppo
Nel febbraio 2021, è stato annunciato che Apple, in collaborazione con Skydance Animation, stava creando un adattamento televisivo di Alla ricerca di Wondla (The Search for WondLa) da trasmettere in streaming su Apple TV+. Originariamente doveva essere scritto e prodotto esecutivamente dalla showrunner Lauren Montgomery con Chad Quant, Tony DiTerlizzi e il capo della Skydance Animation John Lasseter collegati come produttori esecutivi. 
Da allora Montgomery ha lasciato il progetto ed è stato sostituito da Bobs Gannaway, uno dei colleghi dell'era Disney di Lasseter. Il figlio di Lasseter, il regista di cortometraggi Bennett Lasseter, è stato assunto come consulente della serie animata. 
La serie doveva debuttare nel 2023 con nuove edizioni dei libri in copertina rigida e tascabile entro settembre. 
È interpretato da Jeanine Mason, Teri Hatcher, Gary Anthony Williams, Brad Garrett, Chiké Okonkwo, Alan Tudyk e D. C. Douglas. La serie uscirà su Apple TV+ il 28 giugno 2024.

### Animazione
La serie è animata dallo studio d'animazione canadese ICON Creative Studio. 

### Musica
Joy Ngiaw, compositrice del cortometraggio di Skydance Animation Blush, è stata annunciata per comporre la colonna sonora della serie nel gennaio 2024.

## Distribuzione
Il 30 aprile 2024 viene annunciato che la serie verrà resa disponibile su Apple TV+ a partire dal 28 giugno 2024 e sarà pubblicata interamente.
Il 26 marzo 2025 viene annunciato che la seconda stagione sarà resa disponibile su Apple TV+ a partire dal 25 aprile 2025. 
La serie era inizialmente prevista per il 2023.

## Riconoscimenti
- 2025 - Annie Award[7][8]
  - Candidatura per la miglior produzione televisiva d'animazione per bambini per l'episodio Capitolo 7: rovine
  - Candidatura per la miglior colonna sonora in una produzione televisiva d'animazione a Joy Ngiaw per l'episodio Capitolo 5: prigioniera
  - Candidatura per miglior scenografia in una produzione televisiva d'animazione a Andy Harkness per l'episodio Capitolo 3: l’affare

- 2025 - TCA Awards [9]
  - Candidatura per la miglior programma  per famiglie